# Ялынский водопад
Ялы́нский водопа́д (Ко́вгать) — водопад, который находится в Украинских Карпатах, в массиве Раховские горы (часть Мармарошского массива). Имеет также название Ковгать (от венг. Kőháti vizesés — «водопад каменной запруды»). Название «Ковгать» найдено на венгерской туристической открытке 1910 года. Он расположен на территории Раховского района Закарпатской области, к востоку от села Деловое, куда проходит маршрут на гору Поп-Иван Мармарошский (красная маркировка), а именно на территории Деловецкого лесничества Государственного предприятия «Большебычковское лесное охотничье хозяйство».
В 2011 году был признан самым высоким однокаскадным водопадом Украинских Карпат; его высота 26 м.

## География
Водопад расположен на склонах горы Щевора среди леса, на высоте 1050 м на ручье Ялын.
Водопад образовался в месте, где воды ручья Ялын (правого притока реки Белый) почти отвесно стекают с высокого скального уступа. Поток приблизительно 5 м бежит по выступу кристаллических пород под углом около 85 градусов, а затем падает в ущелье.
В состав Карпатского биосферного заповедника Ялынский водопад вошёл в 1997 году в связи с подписанием указа президента Украины от 11 апреля 1997 г. № 325/97 «О расширении территории Карпатского биосферного заповедника».
В 2011 году учёные Прикарпатского национального университета им. Василия Стефаника установили, что высота падения воды Ялынского водопада составляет 26 метров. По этому показателю Ялынский водопад превзошёл Манявский водопад в Ивано-Франковской области, который, обладая высотой 17,5 м, до этого времени считался самым высоким водопадом Украинских Карпат.

## Ближайшие населённые пункты
- село Костылёвка (5,2 км)
- село Деловое (5,3 км)
- село Ольховатый (9,0 км)